# Munnuru
Munnuru là một thị trấn thuộc taluk Bantval, huyện Dakshin kannad, bang Karnataka, Ấn Độ.